# Ponsanooth
Ponsanooth es una parroquia civil situada en Cornualles (en inglés, Cornwall), Inglaterra (Reino Unido). Según el censo de 2021, tiene una población de 1500 habitantes.
Está ubicada al oeste de la península del Suroeste, cerca de la orilla del canal de Bristol y del canal de la Mancha (océano Atlántico).